# Telemegor
Telemegor (Teleobjektiv Meyer Görlitz) ist eine Baureihe von Teleobjektiven von Meyer-Optik aus Görlitz. Wie auch das Tele-Xenar von Schneider-Kreuznach sind die Telemegor-Objektive „echte“ Teleobjektive. Dies bedeutet, dass auf ein sammelndes Vorderlinsensystem nach der Blende ein zerstreuendes Hinterlinsensystem folgt. Die ersten „Tele-Megor“-Objektive (z. B. 1:5,6/400 mm) wurden bei Hugo Meyer & Co. bereits vor dem Zweiten Weltkrieg von Stephan Roeschlein konstruiert. Für spätere Modelle zeichnen Schubert und Frank verantwortlich.
Für das Kleinbildformat wurden Telemegore von 90 mm Brennweite (1:4,5) bis zu 500 mm hergestellt. Für das 6×6-cm-Mittelformat (zunächst für die Meister Korelle und die Primar-Reflex) waren Objektive von 180 bis 400 mm im Angebot. Bei Objektiven mit kürzerer Brennweite ist eine Blendenvorwahl möglich. Telemegore ab 250 mm haben einen Stativanschluss, der ein Drehen des Objektivs ohne Lösen des Stativs erlaubt (Wechsel zwischen Hoch- und Querformat).

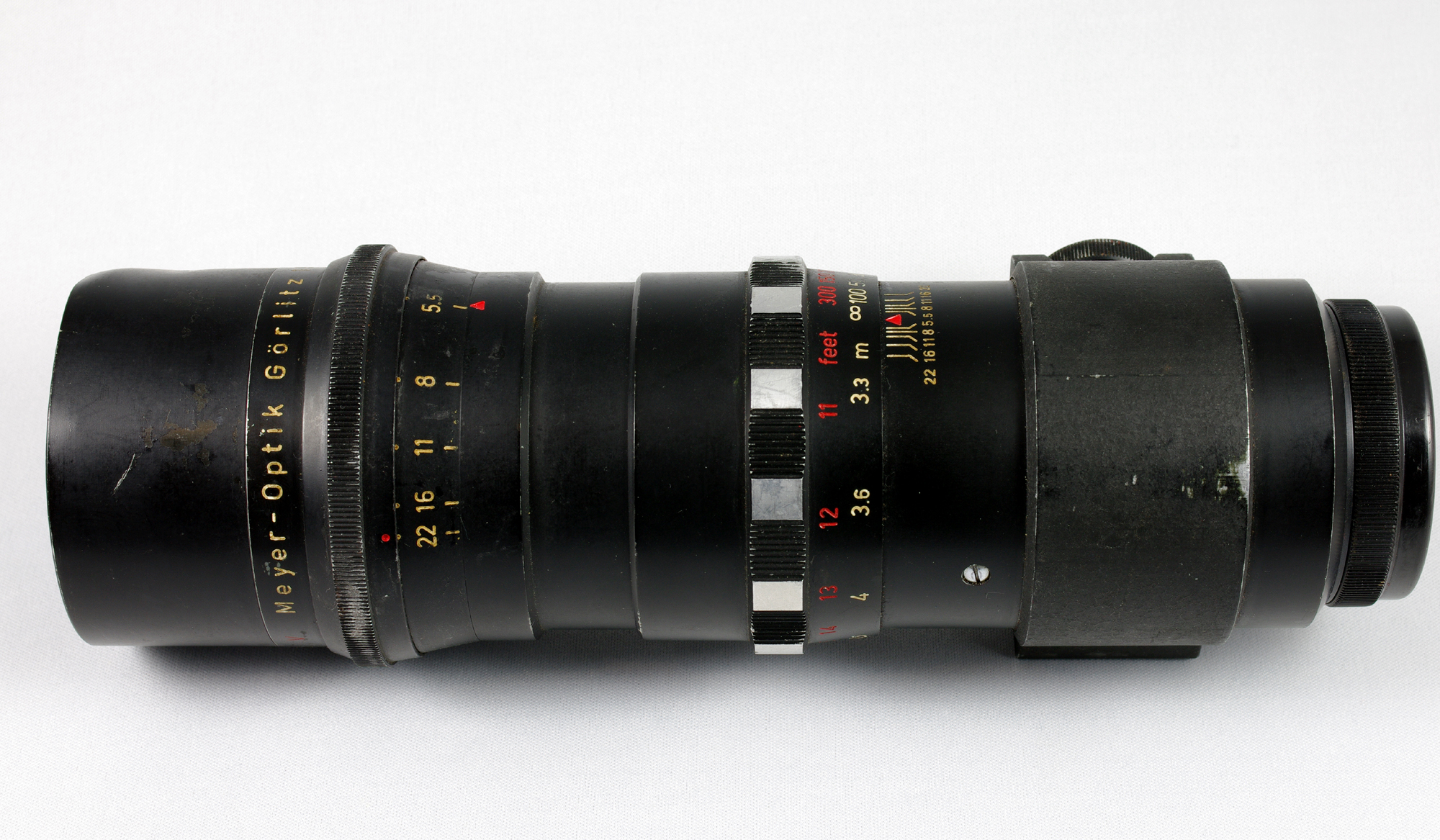
Telemegor 1:5,5/250 mm mit M42-Anschluss
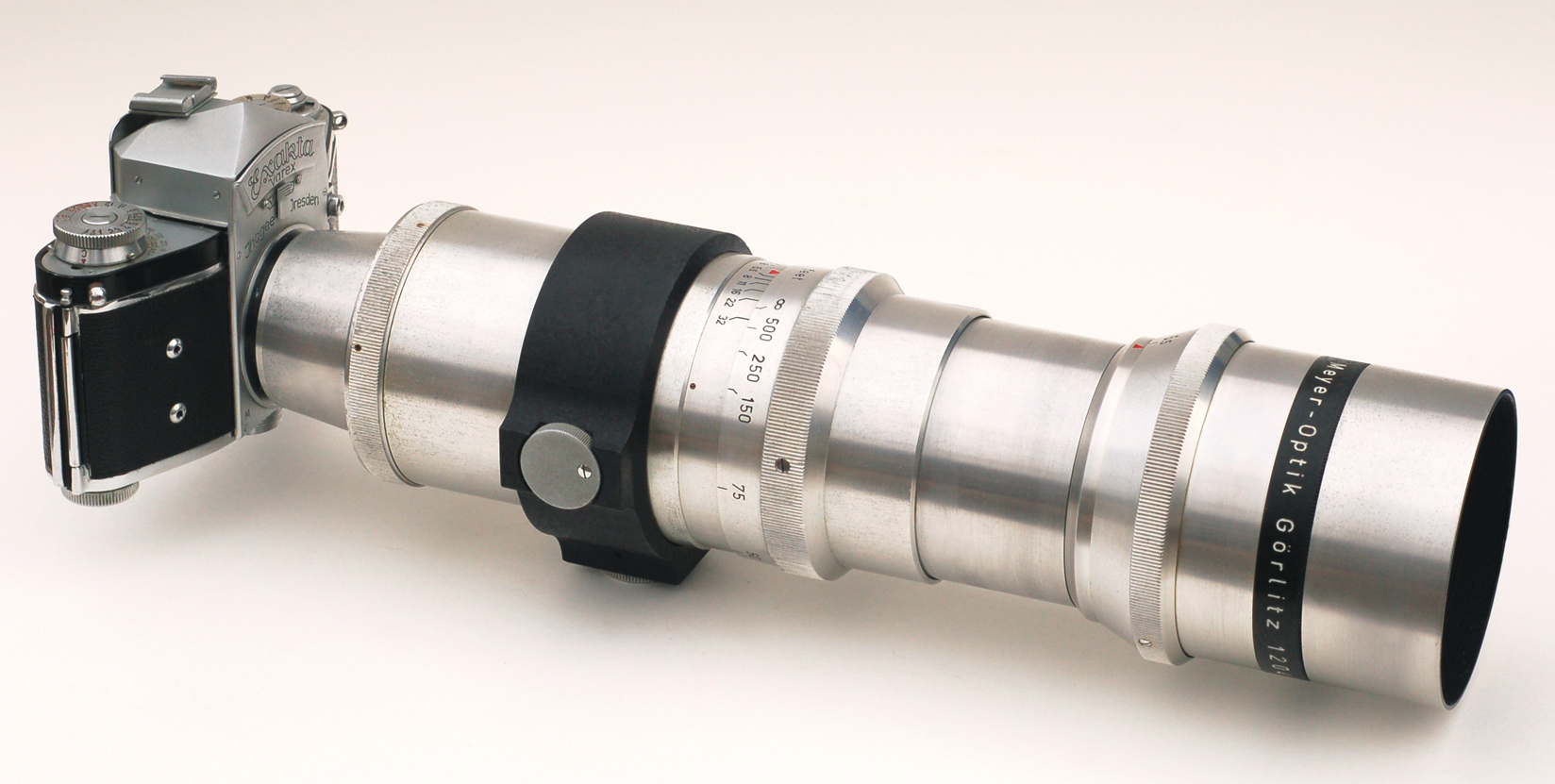
Telemegor 1:5,5/400 mm an Exacta Varex

Telemegore sind insgesamt verfügbar für
- Primar-Reflex und Primarflex von Feinoptische Werke Görlitz (vormals Bentzin),
- Exakta und Exa,
- Kochmann Meister-Korelle,
- Praktiflex/Praktica (=M42),
- Praktina-Bajonett und die
- Praktisix (=Pentacon Six).

Die Telemegor-Baureihe wurde Mitte der 1960er Jahre von der meist fünflinsigen und daher besser korrigierten Orestegor-Reihe abgelöst.